# Directiva de Residuos de Aparatos Eléctricos y Electrónicos

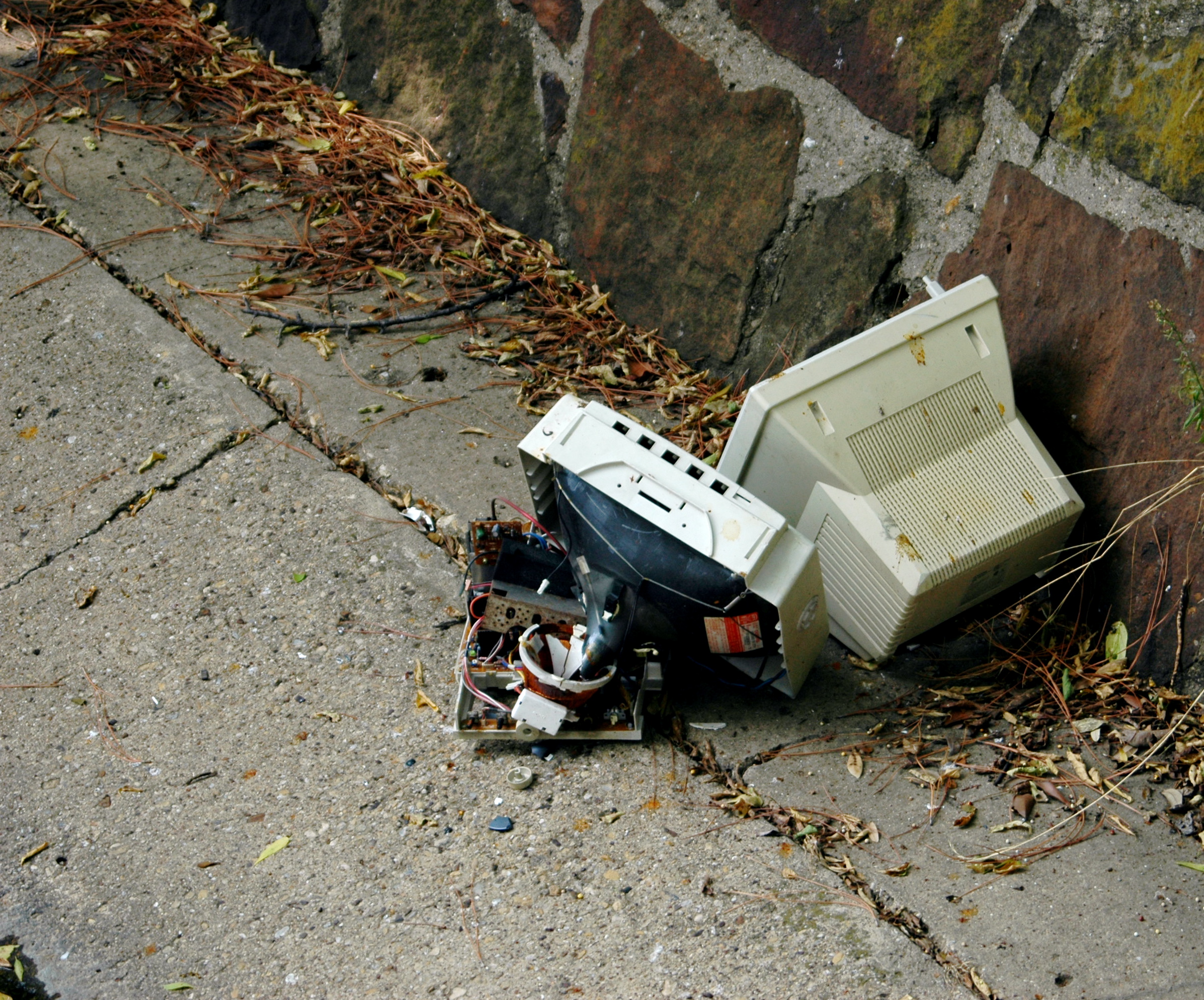
Monitor de ordenador abandonado en la calle.

. El Símbolo de la Directiva 2002/96/CE.(RAEE/WEEE)

La Directiva de Residuos de Aparatos Eléctricos y Electrónicos (Waste Electrical and Electronic Equipment, WEEE), 2002/96/CE, es una ley en vigor desde el 13 de agosto del 2005 en todo el ámbito de la Unión Europea. Pretende promover el reciclaje, la reutilización y la recuperación de los residuos de estos equipos para reducir su contaminación.
La Directiva 2002/96/CE fue sustituida por la Directiva 2012/19/UE del Parlamento Europeo y del Consejo, de 4 de julio de 2012, sobre residuos de aparatos eléctricos y electrónicos.

## Justificación y Objetivo
La masiva proliferación mundial de equipos electrónicos ha tenido lugar sin que se desarrollasen, al mismo ritmo, estrategias seguras de actuación sobre los residuos que se generan cuando estos aparatos se quedan anticuados o llegan a ser simple chatarra. El resultado son montañas de basura tóxica que actúan degradando el medio ambiente y la salud pública. Al aparecer la WEEE se busca establecer una legislación para el tratamiento de estos residuos.
La Directiva WEEE, en aplicación del principio «quien contamina paga», responsabiliza a los productores de asumir estos costes de gestión de los residuos generados, aunque ello suponga el pago de una tasa de reciclaje por parte del consumidor cuando adquiera el producto eléctrico o electrónico.
Si el fabricante está obligado a asumir estos costes al final de ciclo de vida del producto, esto le obliga a replantearse la etapa de diseño con el fin de adaptarla a los requisitos de gestión de residuos y de este modo reducir dichos costes posteriores. En esta etapa inicial será donde intervenga una directiva complementaria, la RoHS y en la etapa final, la WEEE. Al ser el objetivo de la RoHS la reducción de las sustancias peligrosas usadas en la fabricación, se disminuyen con su aplicación los riesgos del tratamiento de los residuos, con lo que se requieren menos precauciones de manipulación.
Dado que los objetivos de recogida se consideran insuficientes, y con objetivo también de disminuir la carga administrativa que supone la presente Directiva y clarificar algunos puntos conflictivos, se está procediendo a la refundición de la misma. La nueva Directiva está previsto que esté terminada a lo largo de 2011.

## Símbolo
El símbolo consiste en una papelera tachada con una banda negra debajo, todas sus características y dimensiones vienen dadas en la norma UNE-EN 50419

## Transposición a la legislación española
En España, la Directiva RoHS junto con la WEEE han sido transpuestas al mismo Real Decreto, el R.D. 208/2005.
El R.D. 208/2005 ha sido traspuesto por el R.D. 110/2015 de 20 de febrero de RAEE's. Así mismo y relacionado con la gestión de dichos residuos mencionar el R.D. 180/2015 de traslados de residuos. Ambos Real Decreto son la base sobre la que se sostiene la gestión de residuos RAEE.
El 14 de agosto de 2018 se lleva a cabo una actualización en la clasificación de las categorías de AEE.
El 16 de enero de 2023, de acuerdo con el Real Decreto 993/2022, entraron en vigor las nuevas medidas RoHS.